# Live at Vallhall: Homecoming
Live at Vallhall: Homecoming es el segundo concierto en directo editado por A-ha, publicado por Warner Music Vision el 5 de noviembre de 2001. Fue editado en VHS y DVD e incluye el concierto completo en el Vallhall Arena de Oslo, el 24 de marzo de 2001, perteneciente a la gira Minor Earth Major Tour del álbum Minor Earth Major Sky.
Fue primeramente publicado en edición limitada y vendido a través de la web a-ha.com, que incluía un disco CD extra con varios temas en directo, entre ellos el audio de "Angel in the Snow" que fue la única actuación no incluida en el metraje. Más tarde, una edición sin el CD extra fue distribuido en tiendas a nivel global a partir del 20 de mayo de 2002.
El DVD fue reeditado posteriormente en dos ocasiones. El 27 de noviembre de 2006 fue incluido junto al DVD Headlines and Deadlines: The Hits of a-ha en el recopilatorio a-ha 2 DVD Collection de nuevo por Warner Music Vision. El 28 de julio de 2008 fue reeditado como parte de la colección de Warner Sight&Sound Classic Performance Live en formato digipack CD+DVD. El disco de audio contiene el concierto completo, salvo que las canciones han sido reordenadas y recortadas.

## Contenido
DVD/VHS, concierto en directo en el Vallhall Arena, Oslo, el 24 de marzo de 2001:
1. "Minor Earth Major Sky" (Magne Furuholmen/Paul Waaktaar-Savoy)
2. "The Sun Never Shone That Day" (Paul Waaktaar-Savoy/Lauren Savoy)
3. "Little Black Heart" (Magne Furuholmen/Paul Waaktaar-Savoy)
4. "I've Been Losing You" (Paul Waaktaar-Savoy)
5. "Manhattan Skyline" (Magne Furuholmen/Paul Waaktaar-Savoy)
6. "Thought That It Was You" (Morten Harket/Ole Sverre Olsen)
7. "I Wish I Cared" (Magne Furuholmen)
8. "Cry Wolf" (Magne Furuholmen/Paul Waaktaar-Savoy)
9. "Mary Ellen Makes the Moment Count" (Paul Waaktaar-Savoy)
10. "Stay on These Roads" (Magne Furuholmen/Paul Waaktaar-Savoy/Morten Harket)
11. "Early Morning" (Magne Furuholmen/Paul Waaktaar-Savoy/Morten Harket)
12. "You'll Never Get Over Me" (Paul Waaktaar-Savoy)
13. "Velvet" (Paul Waaktaar-Savoy/Lauren Savoy)
14. "The Sun Always Shines on T.V." (Paul Waaktaar-Savoy)
15. "The Living Daylights" (Paul Waaktaar-Savoy/John Barry)
16. "Hunting High and Low" (Paul Waaktaar-Savoy)
17. "Summer Moved On" (Paul Waaktaar-Savoy)
18. "Crying in the Rain" (Howard Greenfield/Carole King)
19. "Take on Me" (Magne Furuholmen/Paul Waaktaar-Savoy/Morten Harket)

- Incluye también cuatro videoclips:
  1. "Summer Moved On"
  2. "Minor Earth, Major Sky"
  3. "Velvet"
  4. "I Wish I Cared"

Bonus CD (edición limitada):
1. "Stay on These Roads" (Live in Grimstad, 19th May 2001)
2. "Early Morning" (Live in Grimstad, 19th May 2001)
3. "You'll Never Get Over Me" (Live in Grimstad, 19th May 2001)
4. "Summer Moved On" (Live in Grimstad, 19th May 2001)
5. "The Living Daylights" (Live at Vallhall, 25th March 2001)
6. "Angel in the Snow" (Paul Waaktaar-Savoy) (Live at Vallhall, 24th March 2001)

Contenido extra exclusivo en DVD:
- Dos actuaciones extraídas del concierto benéfico de Grimstad, el 19 de mayo de 2001:

1. "Early Morning"
2. "Summer Moved On"

- Backstage with a-ha: un vistazo a algunas escenas detrás de los escenarios con a-ha.

- After Vallhall Party: un vistazo a la fiesta celebrada en el estadio después del concierto.

- The Seven Year Itch: serie de documentales sobre las carreras en solitario de Morten Harket, Paul Waaktaar-Savoy y Magne Furuholmen entre 1993 y 2001. Incluye también una entrevista a la banda por Ian Wright y los videoclips "Star" del álbum Mountains of Time de Savoy y "Dragonfly" del álbum homónimo de Magne Furuholmen.

- Facts: resumen escrito de la carrera de a-ha entre 1984 y 2000.